# ミーターズ
ミーターズ（The Meters）は、アメリカ合衆国ルイジアナ州ニューオーリンズのR&B、ファンク・バンドである。代表曲には「チキン・ストラット」「シシー・ストラット」などがある。

## 来歴
ミーターズの前身は、1960年代中盤にアートが結成したアート・ネヴィル&ザ・サウンズだった。このバンドには当初アート、レオ・ノセンテリ、ジョージ・ポーターJr.とともにアーロン・ネヴィル、チャールズ・ネヴィルが参加していたが、彼らが抜けてドラムズにジョー“ジガブー”モデリストが加入し、名前をミーターズに変更した。レコード・デビュー前、彼らはアラン・トゥーサンとマーシャル・シホーンが経営するサンス・レコードのスタジオ・ミュージシャンとして活躍するようになっていた。リー・ドーシーの曲のバックで、演奏もしている。ジェームス・ブラウンやスライ・ストーンのファンクがワイルドで都会的であるのに対して、ミーターズのファンクは素朴なサウンドであるという見方もある
1968年11月、ジョーシー・レーベルよりシングル「Sophisticated Cissy」でデビュー。翌年、アルバム『The Meters』をリリースした。デビューして間もない頃、彼らのツアー・マネージャーを務めたのは、ソロ・シンガーとしても実績のあったダニー・ホワイトだった。
1972年、リプリーズ・レコードへ移籍し、第1弾作品『Cabbage Alley』をリリースした。
1973年、ミーターズが全面参加したドクター・ジョンのアルバム『イン・ザ・ライト・プレイス』がリリースされた。ドクター・ジョンが翌1974年に発表したアルバム『デスティヴリー・ボナルー』にも、引き続き全面参加。
1975年頃、シリル・ネヴィルがメンバーに加入。同年アルバム『Fire On The Bayou』をリリースした。1975年、1976年のローリング・ストーンズのツアーの前座に抜擢される。また、ロバート・パーマーのアルバムに演奏で参加した。
1977年、バンド解散。アートとシリルは、他のネヴィル家の兄弟たちとともにネヴィル・ブラザーズを結成して活動するようになった。
1989年のニューオーリンズ・ジャズフェスにおける非公式なジャム・セッションのあと、バンドが再結成される。モデリストは再結成には参加せず、替わりにラッセル・バティストが加わった。1991年にリリースされたロビー・ロバートソンのアルバム「Storyville」には、バティスト加入後のミーターズの全メンバーが参加した曲「Go Back to Your Woods」が収録された。また、1993年には、このメンバーで来日公演も行っている。
1994年、ノセンテリが脱退して後任にブライアン・ストルツが加入した。同年、バンド名をファンキー・ミーターズ (The funky Meters) と変更する。一方、オリジナル・メンバーのミーターズも何度か単発的に再結成されており、こちらは区別するためにオリジナル・ミーターズ (The Original Meters) と呼ばれている。
アート・ネヴィルは2006年のオリジナル・ミーターズ再結成後、再びこのメンバーでやることはないと宣言し、その後は残る3人がザ・ミーター・メン名義でステージに立つなどしていたが、2011年のボナルー・ミュージック・アンド・アーツ・フェスティバル、2012年のニューオーリンズのクラブ、ハウリン・ウルフでの公演と、オリジナル・ミーターズは公演を行っている。
2007年、ブライアン・ストルツがバンドを脱退し、後任としてアートの息子でネヴィル・ブラザーズ、ダンプスタファンクでの活動でも知られるイアン・ネヴィルが加入した。
2009年7月、ファンキー・ミーターズはフジ・ロック・フェスティバルへの出演のため、来日を果たした。
2011年、イアン・ネヴィルはダンプスタファンクでの活動に専念するため、バンドを脱退。ブライアン・ストルツが呼び戻されている。
2014年1月、2015年5月、ファンキー・ミーターズが来日。それぞれ大阪、東京での公演が組まれた。
一方、ノセンテリは自身のバンドを「ミーターズ・エクスピリエンス」と銘打ち、ミーターズの楽曲を演目に入れて活動を行っている。2013年1月、2014年10月と、このバンドの来日公演も行われている。
2019年7月22日、中心メンバーだったアート・ネヴィルの死去に伴いミーターズとしての活動は終了している。

## メンバー
| 名前                       | 名前                    | パート     | 出生年月日・地 - 没年月日・地                                        | 在籍期間                         |
| -------------------------- | ----------------------- | ---------- | -------------------------------------------------------------------- | -------------------------------- |
| アート・ネヴィル           | Art Neville             | key., vo.  | 1937年12月17日/ニューオーリンズ - 2019年7月22日/ニューオーリンズ     | 結成 - 2019年                    |
| ジョージ・ポーターJr.      | George Porter, Jr.      | b., vo.    | 1947年12月26日/ニューオーリンズ                                      | 結成 - 2019年                    |
| レオ・ノセンテリ           | Leo Nocentelli          | gt.        | 1946年6月15日/ニューオーリンズ                                       | 結成 - 1994年                    |
| ジョー“ジガブー”モデリスト | Joe "Zigaboo" Modeliste | ds.        | 1948年12月28日/ニューオーリンズ                                      | 結成 - 1977年                    |
| シリル・ネヴィル           | Cyril Neville           | perc., vo. | 1948年1月10日/ニューオーリンズ                                       | 1975年 - 1977年                  |
| ブライアン・ストルツ       | Brian Stoltz            | gt.        |                                                                      | 1994年 - 2007年、2011年 - 2019年 |
| ラッセル・バティストJr.    | Russell Batiste, Jr.    | ds.        | 1965年12月12日/ニューオーリンズ - 2023年9月30日/ルイジアナ州ラプラス | 1994年 - 2014年                  |
| イアン・ネヴィル           | Ian Neville             | gt.        | ?/ニューオーリンズ                                                   | 2007年 - 2011年                  |
| テレンス・ヒューストン     | Terrence Houston        | ds.        | ?                                                                    | 2014年 - 2019年                  |

※再結成後のオリジナル・ミーターズの活動は「在籍期間」に入れていない。

## ディスコグラフィー

### オリジナル・アルバム
- 1969年 『The Meters』 (Josie)
- 1969年 『Look-Ka Py Py』 (Josie)
- 1970年 『Struttin'』 (Josie)
- 1972年 『Cabbage Alley』 (Reprise)
- 1974年 『Rejuvenation』 (Reprise)
- 1975年 『Fire On The Bayou』 (Reprise)
- 1976年 『Trick Bag』 (Reprise)
- 1977年 『New Directions』 (Reprise)
- 2003年 『Fiyo at the Fillmore, Vol. 1』 （ファンキー・ミーターズ名義）

### 編集盤など
- 1975年 『Best of The Meters』 (Virgo)
- 1990年 『Good Old Funky Music』 (Rounder)
- 1992年 『Live on the Queen Mary』 (P-Vine)
- 1992年 『The Meters Jam』 (Rounder)
- 1995年 『Funkify Your Life: The Meters Anthology』 (Rhino)
- 2001年 『Kickback』 (Sundazed)
- 2003年 『Zony Mash』 (Sundazed)